# Dusona kalatopensis
Dusona kalatopensis är en stekelart som beskrevs av Gupta 1977. Dusona kalatopensis ingår i släktet Dusona och familjen brokparasitsteklar. Inga underarter finns listade i Catalogue of Life.